# Karl Hoefer
Karl Hoefer (ur. 1862 w Pszczynie, zm. 1939 w Würzburgu) – niemiecki generał, dowódca Grenzschutzu i Selbstschutzu, SS-Oberführer, żarliwy nacjonalista i nazista.

## Życiorys
Po maturze wybrał karierę wojskową i ukończył szkołę oficerską. Od 1883 roku do I wojny światowej służył w różnych garnizonach śląskich. Podczas wojny dowodził pułkiem piechoty na froncie zachodnim. W 1915 roku został ciężko ranny i stracił rękę. W 1918 roku uzyskał szlify generalskie. Dowodził stacjonującą na Górnym Śląsku 117 Dywizją Piechoty, którą oficjalnie nazywano Strażą Graniczną (Grenzschutz). Był odpowiedzialny za terror wobec polskich działaczy narodowych na Górnym Śląsku po I wojnie światowej i za liczne zbrodnie dokonane na wziętych do niewoli Polakach w czasie I powstania śląskiego i po nim. Kiedy na Górny Śląsk wkroczyli alianci, jego oddziały musiały opuścić obszar plebiscytowy i zostały odkomenderowane na Dolny Śląsk. Podczas III powstania śląskiego, za namową kanclerza i ministra wojny, Hoefer objął komendę nad górnośląskim Selbstschutzem. Stał na czele głównego sztabu sił niemieckich w Głogówku. Dowodził niemieckimi kontrofensywami na Górę Świętej Anny i Kędzierzyn. Po zakończeniu walk na Górnym Śląsku został przeniesiony w stan spoczynku. Poświęcił się pisaniu wspomnień Oberschlesien in der Aufstandszeit 1918-1921 (Górny Śląsk w czasie powstań 1918-1921). W 1927 imieniem Karla Hoefera nazwano ulicę Kasernenstrasse w Prudniku (obecna ul. Grunwaldzka). W 1936 Heinrich Himmler mianował go SS-Oberführerem.